# 제라르 베세트

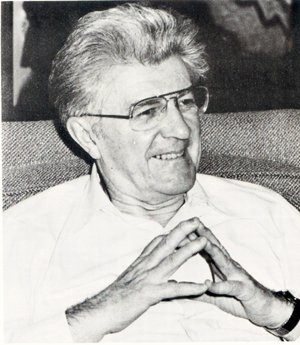

제라르 베세트(Gérard Bessette, 1920년 2월 25일~2005년 2월 21일)는 캐나다의 소설가이다.

## 생애
제라르 베세트는 1920년 생탄드사브르부아 근처의 한 농장에서 태어나 생탈렉상드르에서 어린 시절을 보내고 1930년부터는 몬트리올에서 살았다. 생트크루아 학교와 자크카르티에 사범학교를 거쳐 몬트리올대학에 진학했다. 몬트리올대학에서 1946년에 석사 학위를, 1950년에 문학 박사 학위를 취득했지만 무신론자라는 이유로 퀘벡 주에서는 교편을 잡지 못했다. 미국의 피츠버그에 있는 듀케인대학에서 문학을 가르치다가 1958년에 캐나다 온타리오 주 킹스턴에 있는 왕립 사관학교로 이직한다. 1960년부터 같은 도시에 있는 퀸스대학에서 20년 동안 문학을 가르치다가 1979년에 은퇴한 후 창작 활동에 몰두했다. 2005년 킹스턴에서 생을 마쳤다.

## 문학
제라르 베세트는 소설, 수필, 시, 희곡 등 여러 문학 장르에서 알려진 작가며 퀘벡 문학계에서 대표 작가로 손꼽힌다. 1954년에 창작가로서 등단해 초기에는 문학비평, 프로이드적인 심리분석 접근 방법을 적용시킨 심리 비평 연구를 발표했다. 또한 퀘벡 문학 선집의 구성과 출간을 주도해 퀘벡 문학을 널리 알리는 데 기여했고 퀘벡의 내면생활 탐험에 크게 공헌한 작가다.
작가가 소설을 쓰기 시작한 것은 1957년 아버지가 치명적인 병에 걸리면서부터다. 초기작으로는 ≪싸움(La bagarre)≫(1958), ≪서적상(Le libraire)≫(1960), ≪교육가(Les pédagogues)≫(1961)를 꼽을 수 있는데 등장하는 주인공들이 사실적이며 현실적이고 객관적이다. 이러한 직설적이고 현실적인 초기 문체는 점차 신소설 문학 운동의 영향을 받아 실험적 문체로 변화한다. 벌써 ≪잠복기(Incubation)≫(1965)에서 구두점을 생략해 주인공의 기나긴 의식의 흐름을 끊지 않고 표현하는 새로운 시도를 했고 이후의 작품에도 이러한 실험은 계속되었다. 심리의 이해, 무의식 세계의 탐험에 더 많은 관심을 기울이면서 새 단어의 창조와 구두점의 관례적인 용법에서 벗어나 괄호나 하이픈 등의 부호를 작가만의 방식으로 사용해 무의식 세계를 좀 더 실감 있게 묘사하려 노력했다. 이러한 문체의 후기 작품으로는 ≪식사 초대 손님(La commensale)≫(1975)과 작가의 최고 작품이라 평받는 ≪유인원(Les anthropoïdes)≫(1977)과 자서전격 소설 ≪학기(Le semestre)≫(1979) 등 다수가 있다.
≪서적상≫은 문학위원회 대상을, ≪삶의 순환(Le Cycle)≫(1971)과 ≪잠복기≫는 각각 총독상을 받았다. 그리고 1980년 총 작품의 문학적 공헌을 인정받아 퀘벡 문학계의 가장 명망 높은 아타나즈다비드 상을 받았다.